# Ambodimandresy
Ambodimandresy est une commune urbaine malgache située dans la partie ouest de la région de Sofia.

## Personnalités
- Victor Miadana (1920-2002), homme politique malgache, né à Ambodimandresy.